# 阿林 (乾隆进士)
阿林 (1751年—? )，字有壬，号湘云，赵氏，正蓝旗汉军人，乾隆庚子举人，辛丑进士。
历任翰林院庶吉士，三分全书馆提调官，武英殿纂修，翻译房翻译官督催，文渊阁提调等职。

## 家族
堂亲達綸，道光癸未进士；文颖、文起，道光乙巳兄弟同榜进士；文榮，同治戊辰进士；趙爾巽，趙爾震同治甲戌兄弟同榜进士；趙爾萃，光绪己丑进士。
一门八进士。